# دانفورث إي. إينسورث
دانفورث إي. إينسورث هو سياسي أمريكي، (ولد في كلايتون في الولايات المتحدة 1848  م).